# 埃塞尔伯特 (肯特)
埃塞尔伯特（/ˈæθəlbərt/；約550年—616年2月24日），肯特國王（約589年—616年）。8世紀的英格兰修道士比德在其《英吉利教會史》中將他列為第三位對其他盎格魯-撒克遜王國擁有帝權的國王。在九世紀末的《盎格魯-撒克遜編年史》中，他被稱為布雷特瓦爾達。他是第一位皈依基督教的英格兰君主。
埃塞尔伯特是歐曼里克的兒子，根據《編年史》的記載，他繼承了歐曼里克的王位。他娶了法蘭克國王查理貝爾特一世信奉基督教的女兒貝莎為妻，從而與當代西歐最強大的國家建立聯盟關係；這場婚姻可能是在他登基之前舉行的。貝莎的影響力可能促使教宗額我略一世決定派坎特伯雷的奧古斯丁從羅馬前往傳教。597年，奧古斯丁在肯特東部的塔內特島登陸。此後不久，埃塞爾伯特皈依了基督教並建立教堂，王國開始更大規模地皈依基督教。他為新教會提供了坎特伯雷的土地，從而幫助建立英國基督教的基石之一。
埃塞尔伯特為肯特製定的法律是日耳曼語族中最早的成文法典，其中規定了複雜的罰款制度；該法典保存在羅徹斯特文集中。肯特王國很富裕，與歐洲大陸的貿易關係密切，埃塞尔伯特可能對貿易實施了皇家控制。在他統治期間，肯特王國可能出現了自盎格魯-撒克遜人定居以來的首次錢幣流通。後來，他因在盎格魯-撒克遜人中建立基督教而被封聖。他的慶日原為2月24日，後改為2月25日。